# Charles Bradlaugh
Charles Bradlaugh (né le 26 septembre 1833 à Londres et décédé le 30 janvier 1891 dans cette même ville) est un homme politique, membre du Parlement pour Northampton (en Angleterre) et l'un des athées les plus célèbres du XIXe siècle. Il fonda la National Secular Society en 1866. Lié au mouvement chartiste, sa notoriété découle surtout de son militantisme athée.

## Biographie

### Famille et éducation
Charles Bradlaugh était l'aîné des sept enfants de Charles Bradlaugh, clerc d'un solliciteur et de son épouse Elizabeth Trimby, une ancienne bonne d'enfants. Il était issu du quartier pauvre de Hoxton, dans l’East End de Londres. Cependant, l'emploi de son père assurait à la famille une vie relativement plus aisée que celle de leurs voisins. Il quitta l'école à 11 ans, il devint coursier-livreur d'un bureau, et aide d'un commerçant en charbon, tout en suivant l'école du dimanche.
Son école du dimanche utilisait (comme c'était l'usage alors) les plus âgés pour enseigner aux plus jeunes. À quinze ans, en enseignant à ses plus jeunes camarades tout en préparant sa confirmation, les Évangiles, Charles Bradlaugh y constata des contradictions. Il fit part de ses remarques au directeur de l'école, qui était aussi son  vicaire local, le révérend John Graham Packer. Celui-ci lui interdit dorénavant d'enseigner, l'exclut de l'école pendant trois mois et dénonça ses « penchants athées » à son père,.
Charles Bradlaugh épousa le 5 juin 1855 une jeune femme originaire du Sussex, Sussanah Lamb Hooper, dont il se sépara en 1873 car elle était alcoolique (elle en mourut en 1877). Avec elle, il eut deux filles : Alice née le 30 avril 1856 décédée en décembre 1888 et Hypatia né le 31 mars 1858 et décédée en août 1935 et un fils Charles né le 14 septembre 1859 et mort en juillet 1870,. En 1870, il rencontra une vicomtesse française, Mme Mina de Brimont-Brissac, qui était venue en Grande-Bretagne pour y chercher des soutiens en faveur de la cause républicaine française. En 1871, elle suggéra à Bradlaugh d'envoyer ses filles étudier à Paris où elle pourrait veiller sur elles.

### Premiers engagements
N'allant plus à l'église le dimanche, Charles Bradlaugh commença à assister aux meetings politiques en plein air qui se tenaient tout près de chez lui, à Bonner's Field dans Bethnal Green. Là, il entendit des discours de libres-penseurs et de républicains. Comme il avait dû quitter le domicile familial, il fut recueilli par Elizabeth Sharples Carlile, la veuve de Richard Carlile, alors déjà décédé, agitateur condamné pour avoir imprimé L'Âge de Raison, de Thomas Paine,.
Charles Bradlaugh fut présenté à George Holyoake (écrivain à l'origine du concept séculariste). Il avait rejoint le cœur même du milieu libre-penseur. Ce dernier l'aida à organiser des conférences exposant les idées sécularistes et athées. Charles Bradlaugh fit sa première conférence, le 10 octobre 1850 sur le thème « The past, present and future of theology ». Sa première publication, un pamphlet qui avait pour titre A Few Words on the Christian Creed, parut aussi alors qu'il n'avait que 17 ans. Mais, ses conférences n'avaient que peu de succès et les dettes s'accumulaient. Le commerce du charbon ne lui permit pas de les combler,.

### Armée
Charles Bradlaugh refusa le soutien financier de quelques libres-penseurs, et s'enrôla en décembre 1850 dans le régiment de cavalerie des 7th Dragoon Guards, avec l'espoir de servir en Inde et d'y faire fortune. Il fut envoyé à Dublin (ville du Royaume-Uni en ce temps-là). Ses bagages ne contenaient qu'un exemplaire des œuvres d'Euclide, un dictionnaire de grec et un dictionnaire d'arabe. Il commença à avoir des difficultés avec les autres soldats lorsqu'il se mit à prêcher l'abstinence. Cela dura peu car il savait se défendre. De plus, rapidement, il réussit à obtenir une amélioration de leurs conditions de vie, en étudiant les règlements et en exigeant de leurs supérieurs le respect de ceux-ci,.
Il détesta ce qui était exigé de lui en tant que soldat, principalement d'assurer la sécurité des huissiers qui venaient expulser les populations pauvres.

### Droit
La mort de son père en 1852, puis en 1855, le petit héritage qui lui laissa sa grand-tante permit à Charles Bradlaugh de quitter l'armée. Il entra alors comme garçon de courses dans le cabinet d'avocats londonien de Thomas Rogers. Ses capacités lui permirent, sans diplôme de droit, d'avoir en moins d'un an la direction d'une des branches du cabinet, tout en restant officiellement clerc d'un solicitor. Pour protéger la réputation du cabinet où il travaillait, il adopta, jusqu'en 1868, un nom de plume pour ses activités militantes : Iconoclast,.
Cependant, en 1858, Rogers refusa de lui donner un contrat d'apprentissage. Charles Bradlaugh partit alors pour un autre cabinet, Thomas Harvey qui l'accepta comme apprenti-clerc mais qui lui refusa aussi le contrat d'apprentissage (avant de faire faillite). Il passa alors chez Montague Leverson, un avocat radical aux pratiques commerciales douteuses mais qui lui donna, lui, un contrat d'apprentissage en juin 1862. Il quitta le cabinet en 1864 et devint conseiller financier ou légal en free-lance, travaillant parfois pour des entreprises, comme Naples Colour Company  (1866-1869). Cependant, il était de plus en plus engagé en politique et travailla de moins en moins dans le droit, jusqu'à avoir de graves problèmes financiers à nouveau.

### Militantisme et journalisme

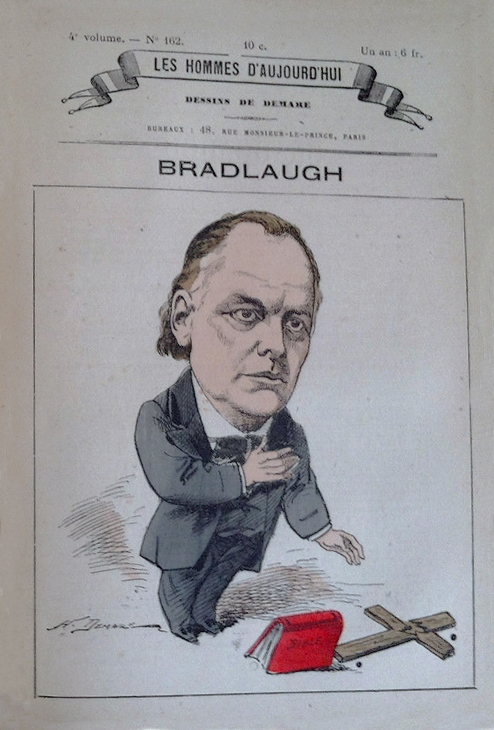
Charles Bradlaugh caricaturé par André Gill pour Les Hommes d'aujourd'hui, 1883.

#### Le sécularisme
Il devint en effet écrivain pamphlétaire, défenseur du sécularisme. Il écrivit ainsi pour le journal d'Holyoake le Reasoner et entreprit de nouvelles tournées de conférences. De novembre 1858 à août 1859, il fut le rédacteur en chef de son propre journal libre-penseur, The Investigator qu'il cessa de faire paraître faute de lecteurs. Il fut alors appelé à codiriger le journal séculariste National Reformer pour en devenir l'unique rédacteur en chef en 1860 puis de le posséder à partir de 1862.
Il acquit graduellement de l'importance au sein de groupes et sociétés politiques, libérales ou radicales, comme la Ligue pour la Réforme (The National Reform League), les Réformateurs du Land Law et les Sécularistes. Ainsi, il était présent lors des émeutes contre les lois interdisant de faire du commerce le dimanche dans Hyde Park (juillet 1855), dans les manifestations de soutien à Felice Orsini ou pour l'élargissement du droit de vote. Il commença aussi à militer pour le contrôle des naissances et la démocratie. En 1861, il publia un pamphlet Jesus, Shelley and Malthus où il défendait le malthusianisme. Il milita pour la démocratie au sein de la National Reform League pour l'élargissement du suffrage. Il multiplia les conférences et donna les recettes à la ligue. Il participa aussi à ses manifestations. Il se proposa même de se présenter aux élections de 1868. Cette idée, ainsi que son malthusianisme, posa des problèmes à ses amis politiques,.
Il devint Président de la London Secular Society à partir de 1858 et fut cofondateur en 1866 de la National Secular Society, dans laquelle Annie Besant fut une proche collaboratrice et associée à partir de 1874. Ses conférences sécularistes et son journal rencontrèrent un important succès. 
En 1868, le National Reformer fut poursuivi en justice par le gouvernement britannique pour blasphème et sédition. En cette occasion, Bradlaugh fut acquitté de toutes les charges retenues contre lui, mais de féroces controverses persistèrent entre la Justice et le milieu de la Justice.

#### Le procès desFruits of Philosophy
Le secrétaire de la National Secular Society et rédacteur au National Reformer, Charles Watts était aussi l'éditeur et imprimeur du journal et des pamphlets de ses auteurs. Il possédait les droits d'un pamphlet écrit par Charles Knowlton, un médecin américain en 1832 à propos du contrôle des naissances, de son caractère justifié et, surtout, des méthodes pour y parvenir. L'ouvrage, The Fruits of Philosophy, or the Private Companion of Young Married People, avait été condamné aux États-Unis pour indécence, mais son succès était resté constant au Royaume-Uni. En 1874, un libraire de Bristol, déjà condamné pour diffusion de littérature « obscène », avait ajouté deux illustrations considérées comme « indécentes » afin d'augmenter à la fois les ventes globales et le prix de chaque ouvrage. Traîné devant la justice, il demanda de l'aide à Watts qui demanda à son tour conseil à Charles Bradlaugh et Annie Besant. Mais, aucun des trois n'était alors informé des « ajouts » du libraire de Bristol. Finalement informé, l'éditeur retira l'ouvrage de la vente et promit en justice de détruire les planches incriminées. Bradlaugh et Besant se montrèrent surpris du peu de volonté de défendre l'ouvrage dont fit preuve Watts qui préféra céder à la justice. Il perdit alors toutes les publications de la National Secular Society, fut remercié du National Reformer et finalement ruiné. Le 20 janvier 1877, Bradlaugh et Besant créèrent la maison d'édition Freethought Publishing Company qui réédita immédiatement The Fruits of Philosophy,.
Cette réédition valut à Bradlaugh et à Besant d'être traînés en justice à leur tour et condamnés à des peines de prison, commuées en appel en de lourdes amendes. Lors du procès, Charles Darwin refusa de servir aux témoignages en leur faveur. En 1878, John M. Robertson, célèbre journaliste, adopta les idées de Charles Bradlaugh, et à la mort de son fondateur, il prit en charge le National Reformer.

### Politique

#### Républicain
Bradlaugh était avocat de syndicat, républicain opposé au socialisme. Ses idées contre les socialistes et son individualisme libéral furent tellement forts que plusieurs sécularistes quittèrent le mouvement. Il soutint la France pendant le conflit franco-prussien et le Irish Home Rule (demande officielle de gouvernement central autonome).
Au printemps 1876, Charles Bradlaugh participa à la campagne républicaine contre la liste civile de la famille royale en cherchant à recueillir le maximum de signatures (finalement un peu moins de 103 000) pour une pétition la dénonçant.

#### Parlement
Charles Bradlaugh se présenta pour la première fois aux législatives à Northampton en 1868 et il avait fini en dernière position. Il se présenta à nouveau à une législative partielle à l'automne 1874. Il espérait, en tant que radical, le soutien des Whigs contre les Tories. Mais les libéraux présentèrent aussi un candidat et l'attaquèrent sur son mode de vie (il était séparé de sa femme) et sur son athéisme. Des incidents entre supporters se produisirent. Finalement, Bradlaugh termina à nouveau dernier (en ayant gagné quelques voix malgré tout). De nouveaux incidents, connus ensuite comme les « Bradlaugh riots » (« émeutes Bradlaugh ») se produisirent à l'issue de la proclamation des résultats. Les supporters de Bradlaugh avaient attaqué la permanence électorale des Whigs. Bradlaugh dut intervenir physiquement contre ses propres troupes, mais seul le recours à l'armée put ramener le calme. Le même soir, il reprenait le bateau pour retourner en Amérique poursuivre le cycle de conférences interrompu par la campagne électorale.
En 1880, Bradlaugh fut élu membre du Parlement pour la ville de Northampton. Cependant, un problème se posa dès l'ouverture de la session. Tous les nouveaux Membres du Parlement devaient prêter serment d'allégeance à la Couronne et ce serment comprenait les mots : « So help me God » (« avec l'aide de Dieu »). Le Speaker, Henry Brand déclara qu'un tel serment par un athée déclaré ne pouvait avoir de valeur. Lorsque le Speaker annonça à Bradlaugh qu'il ne serait pas autorisé à siéger, celui-ci refusa de quitter la Chambre des Communes, arguant qu'on ne pouvait empêcher un élu de siéger. Il fut alors arrêté et enfermé dans la tour de Big Ben. Annie Besant édita alors dans l'urgence une édition spéciale du National Reformer et un pamphlet (Law Breakers and Law Makers.) demandant que la volonté populaire, surtout celle des électeurs de Northampton, fût respectée. 4 000 personnes se réunirent dans Westminster Hall pour lui faire une haie d'honneur lorsqu'il fut « libéré ». Trois jours plus tard, une foule immense se réunit sur Trafalgar Square. Le Premier ministre William Gladstone, qui avait déjà accordé son soutien à Bradlaugh, fit voter un texte permettant à quiconque de prêter un simple serment solennel, dit « Serment de Fidélité ». Le 2 juillet, Bradlaugh put siéger. Mais, le « Serment de Fidélité » n'était pas celui prévu par la loi et les adversaires de Bradlaugh le considérèrent nul. Partant du principe qu'il n'avait pas réellement prêté serment, ils demandèrent l'application de la pénalité imposée à un MP qui voterait sans avoir prêté serment (£500), à chaque fois qu'il votait.
Une procédure judiciaire fut alors entamée. Elle dura neuf mois, pendant lesquels Bradlaugh siégea et vota (un total de 200 fois). Finalement, il perdit en appel et dut quitter son siège. Durant les six ans qui suivirent, et tandis que continuait la dispute, Bradlaugh fut réélu à Northampton quatre fois de suite sans pouvoir siéger, et ce malgré le soutien de William Gladstone, George Bernard Shaw et John Stuart Mill, ainsi qu'une foule de gens qui signèrent la pétition publique. En l'an 1883, c'est par trois fois qu'on le vit reprendre son siège et voter, avant d'être condamné à une amende de £1 500 pour vote illégal.
En 1886, on lui permit de prêter serment, malgré les risques d'attaque en justice ; deux ans plus tard, en 1888, il fit passer une réforme de la loi sur les serments (Oaths Act) qui permit aux membres des deux Chambres de se contenter d'un engagement solennel - la portée de cette loi s'étendant au travail des tribunaux.

### Décès

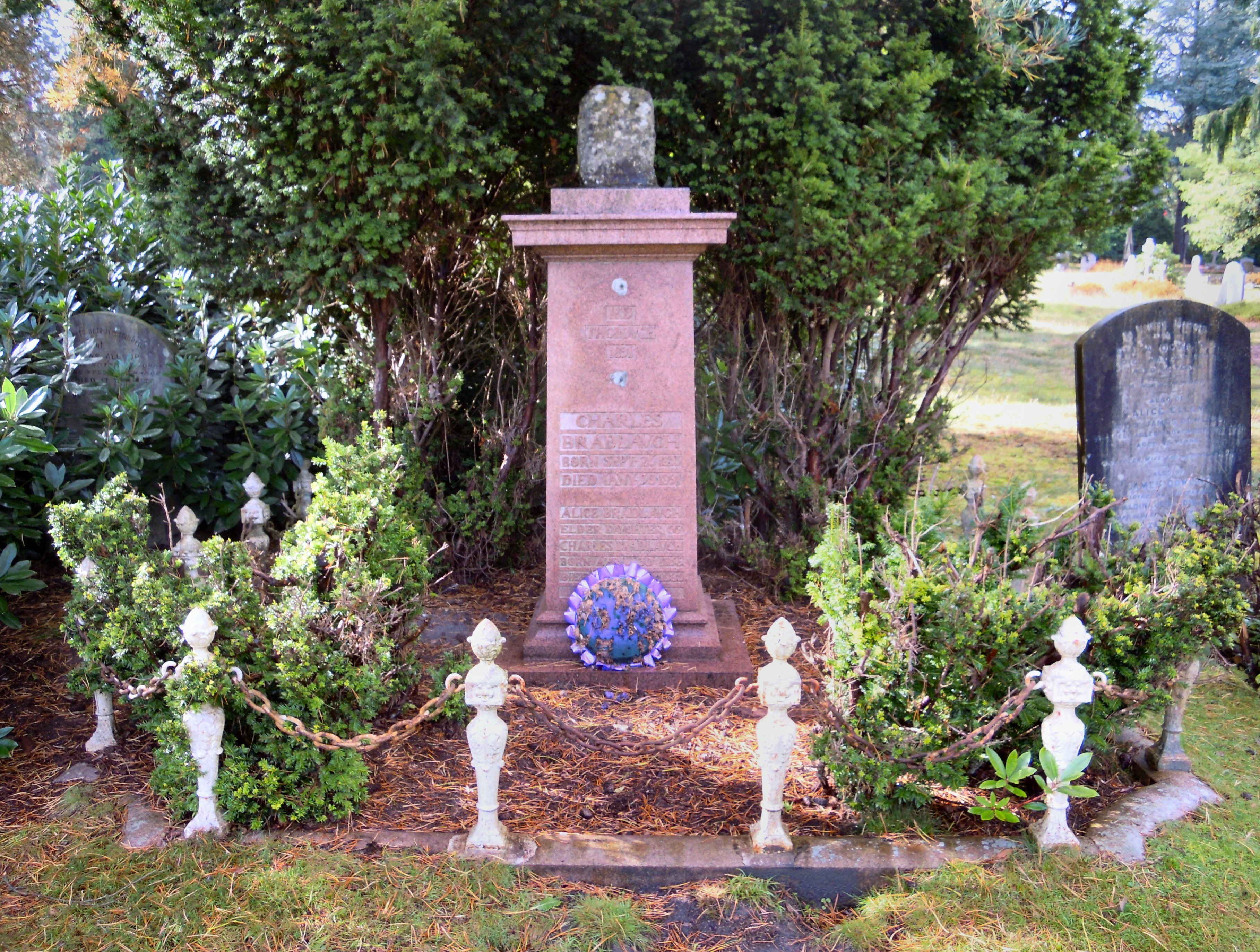
Tombe au cimetière de Brookwood.

L'enterrement de Charles Bradlaugh eut lieu au cimetière de Brookwood à Woking, dans le comté de Surrey en présence de 3 000 personnes parmi lesquelles on compte Mohandas Gandhi.